# بانیا لوکا
بانیا لوکا (بوسنیایی: Banja Luka) یا بانه لوقه دومین شهر بزرگ بوسنی و هرزگوین است.

## جغرافیا
این شهر مرکز ایالت جمهوری صرب (رپابلیکا اسرپسکا) است. این شهر به‌طور سنتی مرکز منطقه بوسانسکا کرایینا واقع در شما غربی کشور به‌شمار می‌رود. دانشگاه بانیا لوکا و نیز چندین سازمان و نهاد ایالتی و کشوری در این شهر قرار دارند. این شهر بر کرانه رود ورباس جای گرفته و در میان کشورهای یوگسلاوی پیشین، به‌خاطر خیابان‌ها، بلوارها، باغ‌ها و پارک‌های پردرختش شناخته می‌شود.

## جمعیت
جمعیت کنونی این شهر در حدود ۱۹۵٬۰۰۰ نفر (کلان‌شهر: ۲۵۰٬۰۰۰ نفر) برآورد شده و مساحتش ۱٬۲۳۲ کیلومتر مربع است. بانیالوکا، پس از سارایوو و پیش از توزلا دومین شهر بزرگ کشور است.
امروزه، بخش قابل توجهی از جمعیت را پناهندگان صرب بوسنیایی و صرب‌های کرواسی شامل می‌شوند.
در طول جنگ بین سال‌های ۱۹۹۲ تا ۱۹۹۵، حدود ۶۰٬۰۰۰ نفر از بوسنیایی‌ها و کروات‌های ساکن شهر، مجبور به ترک بانیا لوکا شدند. برخی از آنان به خانه‌های خود بازگشتند اما تعداد زیادی از آنان هنوز به شهر خود برنگشته‌اند.

## رویدادهای فرهنگی
در تابستان، جشنواره‌های زیادی در بانیالوکا برگزار می‌شوند، و گروه‌های مختلفی در مناطق مختلف شهر در فضای باز برنامه اجرا می‌کنند.
مهمترین جشنواره‌ها عبارتند از: گردهمایی کُر بانیا لوکا (آوریل - مه)، جشنواره تئاتر (مه)، جشنواره بین‌المللی فیلم کوتاه کراتکوفیل (ژوئن)، جشنواره بین‌المللی انیمیشن (اکتبر)، فستیوال جاز «جاز لوک» (اکتبر)، جشنواره فیلم «دوکافست» (نوامبر)، ماه موسیقی راک (ژوئن)، فستیوال راک هوای باز بانیا لوکا (‏Ex-Yu Rocks!‏) (ژوئیه)، جشنواره دموفست (ژوئیه)، روزهای فولکلور بانیا لوکا (ژوئیه - اوت - هر پنج‌شنبه)، تابستان در ورباس (ژوئیه)، بازی‌های تابستانی بانیا لوکا (اوت) و همچنین هفته مُد بانیا لوکا.

## ورزش
باشگاه‌های فوتبال و هندبال این شهر با نام «بوراتس بانیا لوکا» ‏(Borac Banja Luka)‏ (Borac به معنی مبارز) و باشگاه بسکتبال شهر با نام «بانیالوکا پیوارا» (Banjalučka Pivara) فعالیت دارند و تیم‌های آنان در لیگ‌های برتر کشور بازی می‌کنند. این شهر یک ورزشگاه اصلی فوتبال و چندین سالن سرپوشیده دارد.

## نگارخانه

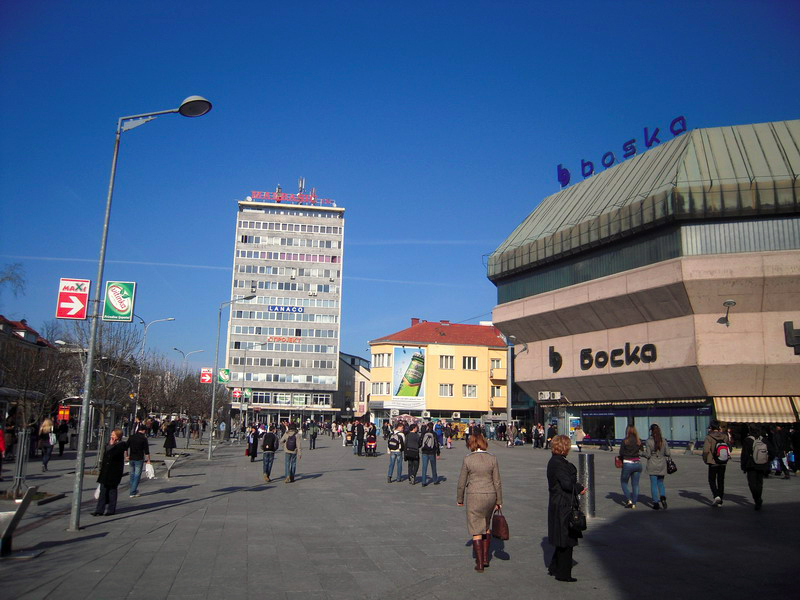
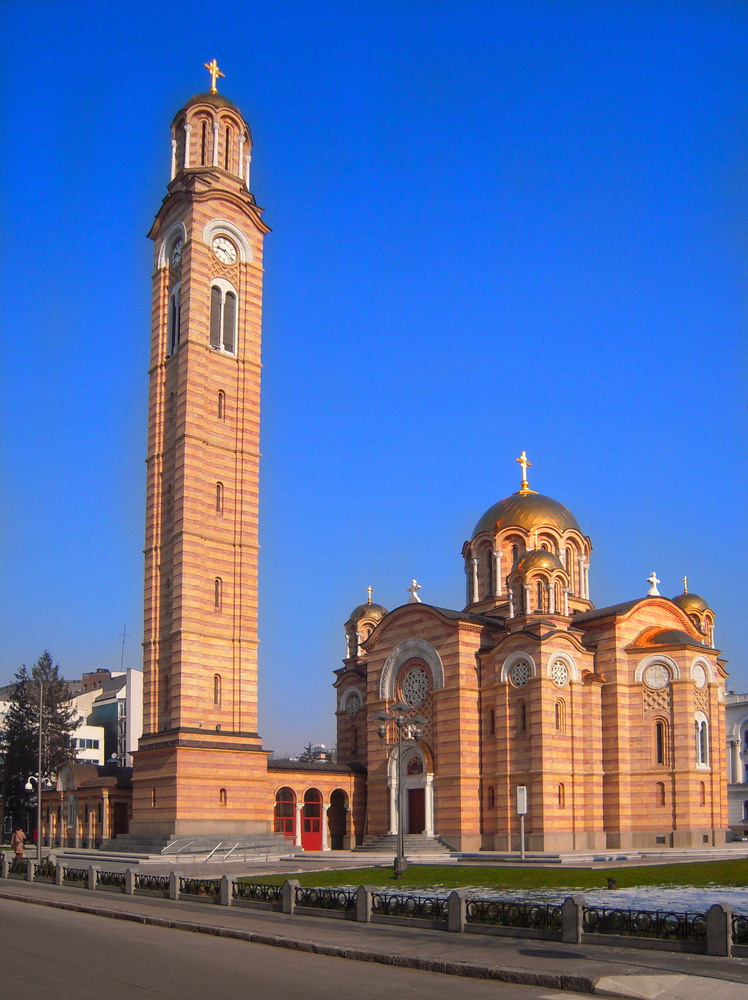
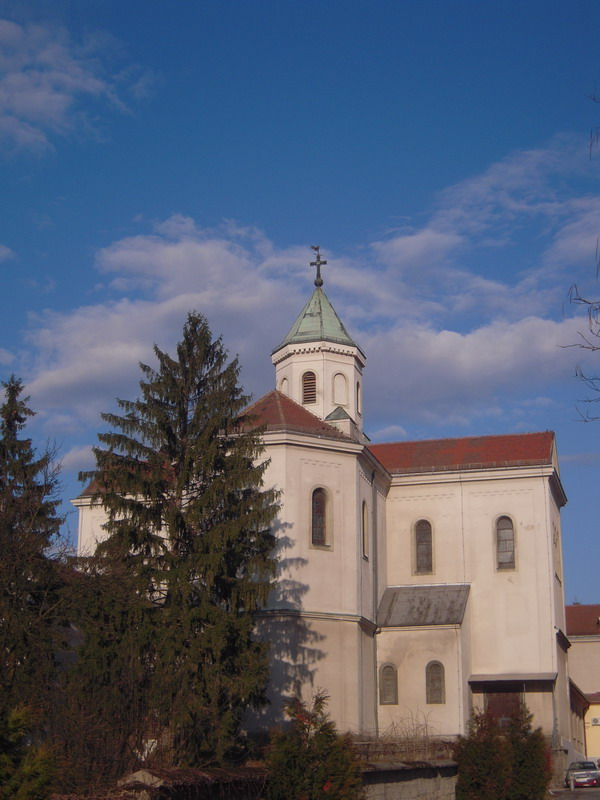
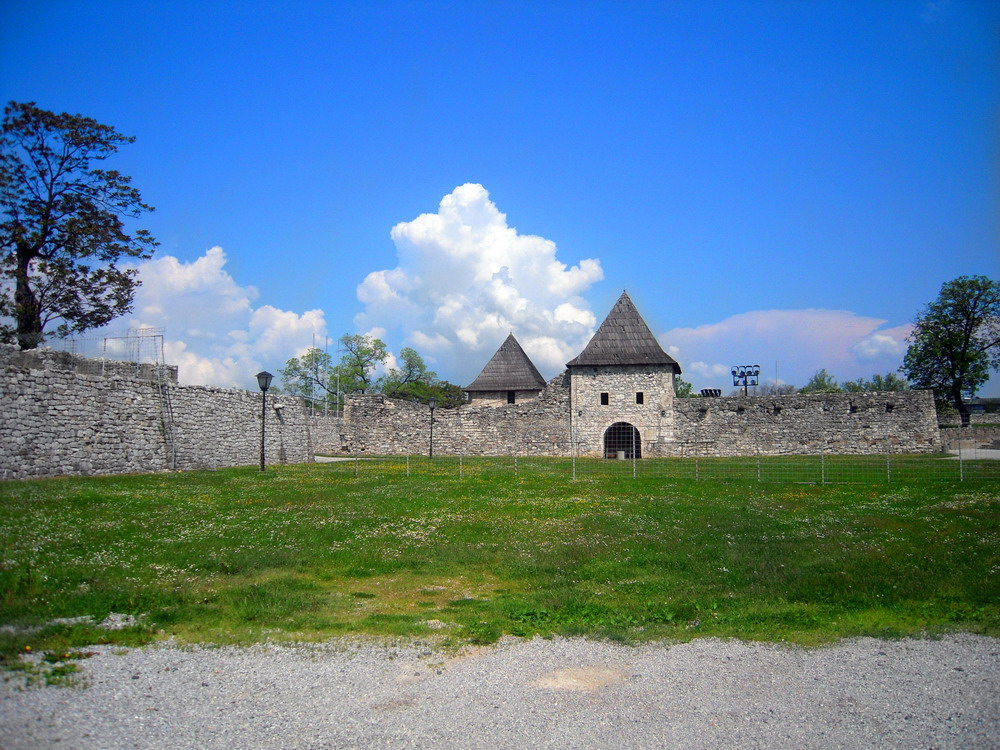
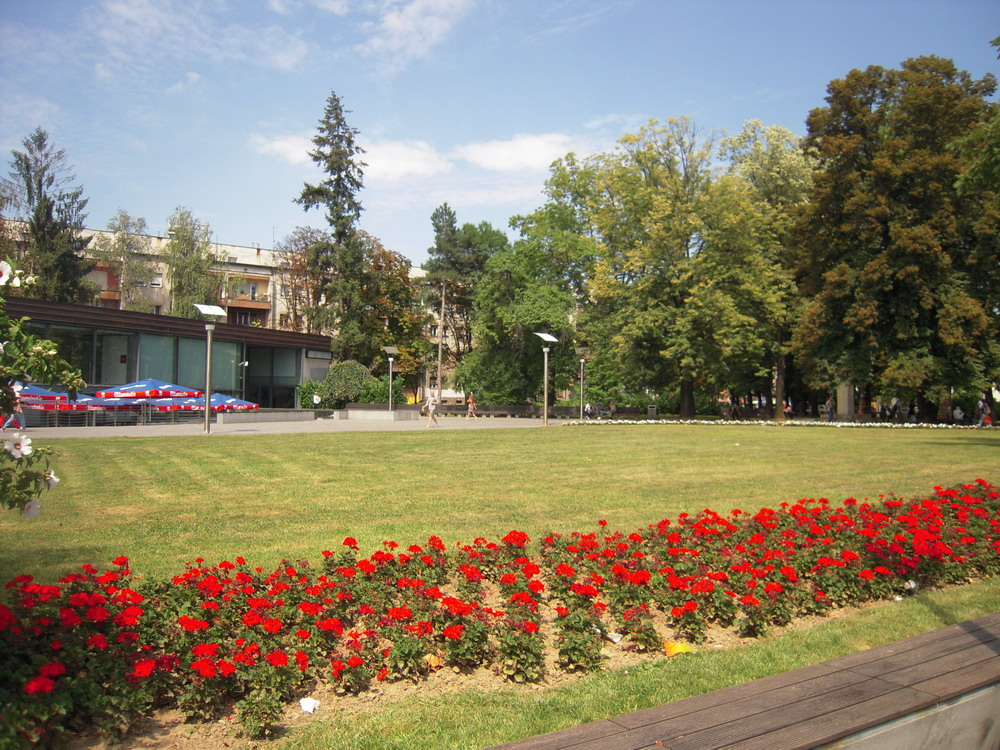
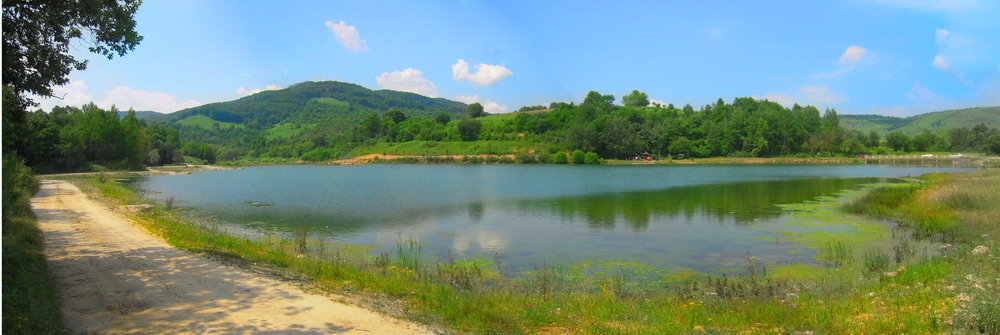
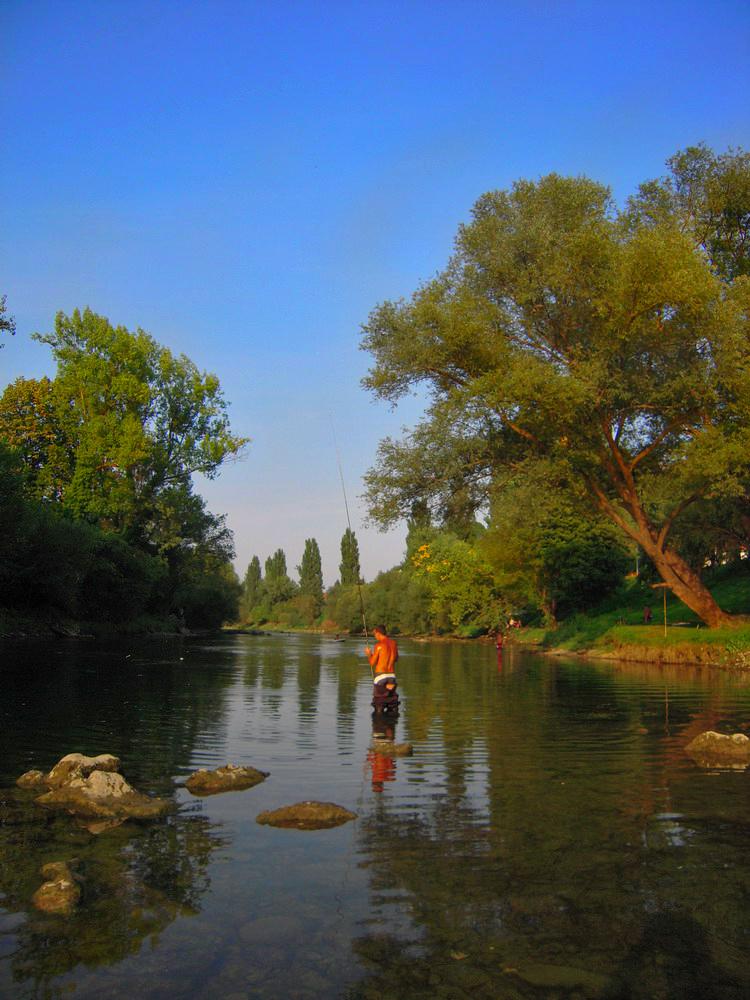
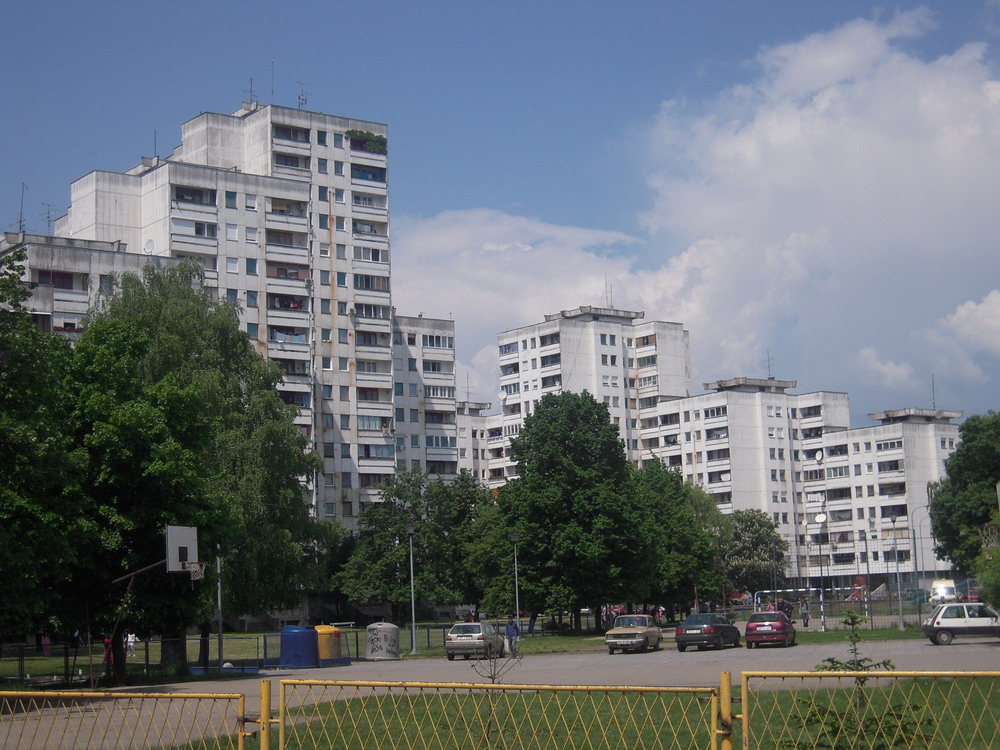